# سيدة إسكير
سيدة إسكير (بالإنجليزية: Maid of Sker)‏ هي لعبة فيديو بريطانية من نوع تصويب منظور الشخص الأول ورعب البقاء، وهي من تطوير ونشر ويلز انتراكتيف، صدرت اللعبة في الأسواق سنة 2020، وتعمل على منصات بلاي ستيشن 4، إكس بوكس ون، مايكروسوفت ويندوز، ونينتندو سويتش. تدعم اللعبة اللغة العربية.

## القصة
تدور أحداث اللعبة في فندق إسكير (بالإنجليزيَّة: Sker) البعيد الواقع في جزيرة إسكير الخيالية، وذلك في عام 1898 م. يتلقى بطل الرواية، توماس إيفانز، رسالة من إليزابيث ويليامز، ابنة صاحب الفندق، تخبره فيها أنها محاصرة وفي خطر. إلى جانب الرسالة، ترسل إليزابيث مدلاة خاصة بوالدتها، والتي تعزف لحنًا، تطلب من توماس أن يكتب أغنية مضادة للنغمة وأن يحضرها معه عندما يأتي إلى الفندق، قائلة إنها ستكون منطقية لاحقًا.

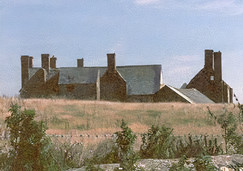
منزل إسكير في 1996

عند وصول توماس إلى الفندق، يجد أجواء قاتمة وأن البوابة الأمامية مغلقة. وبإرشاد كلب، يجد طريقًا إلى الفندق وسرعان ما يكتشف أن الأشخاص الموجودين بالداخل غير طبيعيين ولا يمكنهم الرؤية. إليزابيث، التي حبست نفسها في العلية، تحذره من أن المكان لم يعد آمنًا وتكلفه بالعثور على أربع أسطوانات نحاسية أخفاها والدها في أرض الفندق. أخبرت توماس أنه إذا تم العزف على الأرغن، فستعود الأمور إلى طبيعتها.
بينما يستكشف توماس الفندق، يعرف عن طائفة تسمى الهادئون (بالإنجليزيَّة: The Quiet Ones) التي تنتمي إليها العائلة والتي عملت والدة إليزابيث فيها كاهنة. خططت الطائفة للسيطرة على قوى صفارة الإنذار التي عثروا عليها في سفينة غارقة بالقرب من الفندق. كانت إليزابيث تحاول كتابة أغنية مضادة لعكس تأثيرات صفارة الإنذار، وطلبت من توماس وثلاثة ملحنين آخرين مساعدتها.
يجب على توماس العثور على المقطوعات الموسيقية الثلاث الأخرى المنتشرة حول الفندق ويقرر كيفية إنهاء اللعبة. إذا عثر على جميع النوتات الموسيقية وجميع الأسطوانات، فيمكنه اختيار الثقة بإليزابيث وإعطائها الأسطوانات، أو أداء الأغنية بنفسه. واعتمادًا على ما يختاره اللاعب، ستكون للعبة نهاية مختلفة.

## وصلات خارجية
- الموقع الرَّسمي للعبة
- رابط اللَّعبة من موقع ستيم